# Listă de laureați ai premiului Herder
Această pagină este o listă de laureați ai premiului Herder din anul înființării acestuia și până în prezent.

## Lista laureaților
| An   | Nume                               | Ocupație                                    | Țara                  |
| ---- | ---------------------------------- | ------------------------------------------- | --------------------- |
| 1964 | Jan Kott                           | eseist, critic, istoric literar și scriitor | Polonia               |
| 1964 | Lucijan Marija Škerjanc            | compozitor                                  | Iugoslavia            |
| 1964 | Stanisław Lorentz                  | istoric de artă                             | Polonia               |
| 1964 | Oto Bihalji-Merin                  | pictor și istoric de artă                   | Iugoslavia            |
| 1965 | Tudor Arghezi                      | scriitor                                    | România               |
| 1965 | László Németh                      | scriitor                                    | Ungaria               |
| 1965 | Manolis Chatzidakis                | istoric de artă                             | Grecia                |
| 1965 | Emanuel Hruška                     | urbanist                                    | Cehoslovacia          |
| 1965 | Zoltán Kodály                      | compozitor                                  | Ungaria               |
| 1965 | Hugo Rokyta                        | conservator de monumente                    | Cehoslovacia          |
| 1965 | Christo Vakarelski                 | folclorist                                  | Bulgaria              |
| 1966 | Ján Cikker                         | compozitor                                  | Cehoslovacia          |
| 1966 | Dezső Dercsényi                    | istoric de artă                             | Ungaria               |
| 1966 | Zlatko Gorjan                      | poet și traducător                          | Iugoslavia            |
| 1966 | Aleksander Kobzdej                 | pictor                                      | Polonia               |
| 1966 | Anton Kriesis                      | arhitect                                    | Grecia                |
| 1966 | Niho Kuret                         | etnolog                                     | Iugoslavia            |
| 1966 | Dimiter Statkov                    | traducător                                  | Bulgaria              |
| 1967 | Alexandru A. Philippide            | poet                                        | România               |
| 1967 | Mihai Pop                          | etnolog și folclorist                       | România               |
| 1967 | Witold Lutosławski                 | compozitor                                  | Polonia               |
| 1967 | Iván Fenyő                         | istoric de artă                             | Ungaria               |
| 1967 | Vladimír Kompánek                  | sculptor                                    | Cehoslovacia          |
| 1967 | Spyridon Marinatos                 | conservator de monumente                    | Grecia                |
| 1967 | Svetozar Radojčić                  | arheolog                                    | Iugoslavia            |
| 1968 | Constantin Daicoviciu              | istoric                                     | România               |
| 1968 | Roman Ingarden                     | filozof și estetician                       | Polonia               |
| 1968 | Miroslav Krleža                    | scriitor                                    | Iugoslavia            |
| 1968 | Ludvik Kunz                        | folclorist                                  | Cehoslovacia          |
| 1968 | Anastasios Orlandos                | arheolog                                    | Grecia                |
| 1968 | Lajos Vayer                        | istoric de artă                             | Ungaria               |
| 1968 | Pancho Vladigerov                  | compozitor                                  | Bulgaria              |
| 1969 | Mihail Jora                        | compozitor                                  | România               |
| 1969 | Balogh Jolán                       | istoric de artă                             | Ungaria               |
| 1969 | Albín Brunovský                    | pictor                                      | Cehoslovacia          |
| 1969 | Bohuslav Fuchs                     | architect                                   | Cehoslovacia          |
| 1969 | Marijan Matkovic                   | poet                                        | Iugoslavia            |
| 1969 | Ksawery Piwocki                    | folclorist                                  | Polonia               |
| 1969 | France Stelè                       | istoric de artă                             | Iugoslavia            |
| 1970 | Zoltán Franyó                      | scriitor                                    | România               |
| 1970 | Jan Białostocki                    | istoric de artă                             | Polonia               |
| 1970 | Jan Filip                          | istoric                                     | Cehoslovacia          |
| 1970 | Milovan Gavazzi                    | folclorist                                  | Iugoslavia            |
| 1970 | Gyula Illyés                       | scriitor                                    | Ungaria               |
| 1970 | Yiannis Papaioannou                | compozitor                                  | Grecia                |
| 1970 | Zeko Torbov                        | filozof                                     | Bulgaria              |
| 1971 | Zaharia Stancu                     | scriitor și journalist                      | România               |
| 1971 | Jiří Kolář                         | poet                                        | Cehoslovacia          |
| 1971 | Blaže Koneski                      | scriitor                                    | Iugoslavia            |
| 1971 | Georgios A. Megas                  | folclorist                                  | Grecia                |
| 1971 | Kazimierz Michałowski              | arheolog                                    | Polonia               |
| 1971 | Michael Sokolowski                 | architect                                   | Bulgaria              |
| 1971 | Bence Szabolcsi                    | muzicolog                                   | Ungaria               |
| 1972 | Virgil Vătășianu                   | istoric de artă                             | România               |
| 1972 | Dragotin Cvetko                    | muzicolog                                   | Iugoslavia            |
| 1972 | Dalcev, Atanas                     | scriitor și poet                            | Bulgaria              |
| 1972 | Branko Maksimovic                  | arhitect și urbanist                        | Iugoslavia            |
| 1972 | Gyula Ortutay                      | folclorist                                  | Ungaria               |
| 1972 | Jaroslav Pešina                    | istoric de artă                             | Cehoslovacia          |
| 1972 | Henryk Stażewski                   | pictor                                      | Polonia               |
| 1973 | Eugen Jebeleanu                    | scriitor și poet                            | România               |
| 1973 | Veselin Beshevliev                 | istoric și slavist                          | Bulgaria              |
| 1973 | Stylianos Harkianakis              | teolog și istoric                           | Grecia                |
| 1973 | János Harmatta                     | istoric și lingvist                         | Ungaria               |
| 1973 | Zbigniew Herbert                   | scriitor și poet                            | Polonia               |
| 1973 | Petar Lubarda                      | pictor                                      | Iugoslavia            |
| 1973 | Jan Racek                          | muzicolog                                   | Cehoslovacia          |
| 1974 | Zeno Vancea                        | compozitor și muzicolog                     | România               |
| 1974 | Wladyslaw Czerny                   | arhitect și urbanist                        | Polonia               |
| 1974 | Ivan Duichev                       | istoric                                     | Bulgaria              |
| 1974 | Ivo Frangeš                        | cercetător literar și scriitor              | Iugoslavia            |
| 1974 | László Gerő                        | arhitect                                    | Ungaria               |
| 1974 | Stylianos Pelekanidis              | conservator de monumente și bizantinist     | Grecia                |
| 1974 | Ján Podolák                        | folclorist                                  | Cehoslovacia          |
| 1975 | Ana Maria Musicescu                | istoric de artă                             | România               |
| 1975 | Józef Burszta                      | etnolog                                     | Polonia               |
| 1975 | Christo M. Danov                   | istoric                                     | Bulgaria              |
| 1975 | Stanislav Libenský                 | artist vizual                               | Cehoslovacia          |
| 1975 | Gábor Preisich                     | arhitect și urbanist                        | Ungaria               |
| 1975 | Pandelis Prevelakis                | poet și romancier                           | Grecia                |
| 1975 | Stanojlo Rajičić                   | compozitor                                  | Iugoslavia            |
| 1976 | Nichita Stănescu                   | poet                                        | România               |
| 1976 | Jagoda Buić                        | artist vizual                               | Iugoslavia            |
| 1976 | Marin Goleminov                    | compozitor                                  | Bulgaria              |
| 1976 | Ioannis Kakridis                   | filolog                                     | Grecia                |
| 1976 | Dezső Keresztury                   | cercetător literar                          | Ungaria               |
| 1976 | Rudolf Maria František Turek       | arheolog                                    | Cehoslovacia          |
| 1976 | Kazimierz Wejchert                 | arhitect                                    | Polonia               |
| 1977 | Ion Vlăduțiu                       | folclorist                                  | România               |
| 1977 | Nikolaos Andriotis                 | lingvist                                    | Grecia                |
| 1977 | Riko Debenjak                      | artist grafic                               | Iugoslavia            |
| 1977 | Emmanuel Kriaras                   | lingvist                                    | Grecia                |
| 1977 | Albert Kutal                       | istoric de artă                             | Cehoslovacia          |
| 1977 | Máté Major                         | arhitect                                    | Ungaria               |
| 1977 | Krzysztof Penderecki               | compozitor                                  | Polonia               |
| 1977 | Anastas Petrov                     | maestru de balet                            | Bulgaria              |
| 1978 | Eugen Barbu                        | scriitor                                    | România               |
| 1978 | Djurdje Bošković                   | arheolog                                    | Iugoslavia            |
| 1978 | Kazimierz Dejmek                   | regizor                                     | Polonia               |
| 1978 | Stojan Djoudjeff                   | etnomuzicolog                               | Bulgaria              |
| 1978 | Béla Gunda                         | folclorist                                  | Ungaria               |
| 1978 | Jiri Hruza                         | arhitect                                    | Cehoslovacia          |
| 1978 | Yiannis Spyropoulos                | pictor                                      | Grecia                |
| 1979 | András Sütő                        | scriitor                                    | România               |
| 1979 | Magdalena Abakanowicz              | artist plastic                              | Polonia               |
| 1979 | Ferenc Farkas                      | compozitor                                  | Ungaria               |
| 1979 | Zdenko Kolacio                     | arhitect                                    | Iugoslavia            |
| 1979 | Atanas Natev                       | cercetător literar                          | Bulgaria              |
| 1979 | Pavel Trost                        | lingvist                                    | Cehoslovacia          |
| 1979 | Apostolos Vacalopoulos             | istoric                                     | Grecia                |
| 1980 | Alexandru Rosetti                  | scriitor și lingvist                        | România               |
| 1980 | Gordana Babic-Djordjevic           | istoric de artă                             | Iugoslavia            |
| 1980 | Iván Balassa                       | lingvist                                    | Ungaria               |
| 1980 | Kamil Lhoták                       | pictor                                      | Cehoslovacia          |
| 1980 | Manussos Manussakas                | istoric cultural                            | Grecia                |
| 1980 | Vera Petrowa Mutafcieva            | scriitoare                                  | Bulgaria              |
| 1980 | Wiktor Zin                         | conservator de monumente                    | Polonia               |
| 1981 | Emil Condurachi                    | istoric                                     | România               |
| 1981 | Sándor Csoóri                      | poet                                        | Ungaria               |
| 1981 | Stefka Georgiewa                   | arhitect                                    | Bulgaria              |
| 1981 | Demetrios Loukatos                 | folclorist                                  | Grecia                |
| 1981 | Vjenceslav Richter                 | arhitect și artist                          | Iugoslavia            |
| 1981 | Eugen Suchoň                       | compozitor                                  | Cehoslovacia          |
| 1981 | Elida Maria Szarota                | cercetător literar                          | Polonia               |
| 1982 | Ana Blandiana                      | poetă                                       | România               |
| 1982 | Athanasios Aravantinos             | urbanist                                    | Grecia                |
| 1982 | Vojislav J. Durić                  | istoric de artă                             | Iugoslavia            |
| 1982 | Soňa Kovačevičová                  | folcloristă                                 | Cehoslovacia          |
| 1982 | Aleksandar Nicev                   | poet și traducător                          | Bulgaria              |
| 1982 | Jan Józef Szczepański              | poet și critic                              | Polonia               |
| 1982 | Imre Varga                         | sculptor                                    | Ungaria               |
| 1983 | Günther Schuller                   | arhitect                                    | România               |
| 1983 | Władysław Bartoszewski             | scriitor                                    | Polonia               |
| 1983 | Géza Entz                          | istoric de artă                             | Ungaria               |
| 1983 | Jozef Jankovič                     | sculptor                                    | Cehoslovacia          |
| 1983 | Zdenko Škreb                       | lingvist                                    | Iugoslavia            |
| 1983 | Stefana Stoijkowa                  | etnolog                                     | Bulgaria              |
| 1983 | Constantinos A. Trypanis           | cercetător literar                          | Grecia                |
| 1984 | Constantin Lucaci                  | artist plastic                              | România               |
| 1984 | Emilijan Cevc                      | istoric de artă                             | Iugoslavia            |
| 1984 | Constantinos Dimaras               | cercetător literar                          | Grecia                |
| 1984 | Karel Horálek                      | lingvist                                    | Cehoslovacia          |
| 1984 | György Konrád                      | scriitor                                    | Ungaria               |
| 1984 | Krassimir Grigorov Mancev          | lingvist                                    | Bulgaria              |
| 1984 | Krzysztof Meyer                    | compozitor                                  | Polonia               |
| 1985 | Adrian Marino                      | cercetător literar                          | România               |
| 1985 | Branko Fučić                       | istoric de artă                             | Iugoslavia            |
| 1985 | Ružena Grebeníčková                | cercetător literar                          | Cehoslovacia          |
| 1985 | Dimitrios I. Pallas                | arheolog                                    | Grecia                |
| 1985 | Károly Perczel                     | arhitect                                    | Ungaria               |
| 1985 | Simeon Pironkoff                   | compozitor                                  | Bulgaria              |
| 1985 | Andrzej Wajda                      | regizor                                     | Polonia               |
| 1986 | Anatol Vieru                       | compozitor                                  | România               |
| 1986 | Georgi Baev                        | pictor                                      | Bulgaria              |
| 1986 | Tekla Dömötör                      | folcloristă                                 | Ungaria               |
| 1986 | Boris Gaberšcik                    | arhitect                                    | Iugoslavia            |
| 1986 | Konrad Górski                      | cercetător literar                          | Polonia               |
| 1986 | Johannes Karayannopoulos           | istoric                                     | Grecia                |
| 1986 | Jiří Kotalík                       | istoric de artă                             | Cehoslovacia          |
| 1987 | Gheorghe Vrabie                    | folclorist                                  | România               |
| 1987 | Roman Brandstaetter                | poet și traducător                          | Polonia               |
| 1987 | Doula Mouriki                      | istoric de artă                             | Grecia                |
| 1987 | József Ujfalussy                   | muzicolog                                   | Ungaria               |
| 1987 | Vladimir Veličković                | pictor                                      | Iugoslavia            |
| 1987 | Velizar Velkov                     | arheolog și istoric                         | Bulgaria              |
| 1988 | Zoe Dumitrescu-Bușulenga           | cercetător, critic și istoric literar       | România               |
| 1988 | Roman Berger                       | compozitor                                  | Cehoslovacia          |
| 1988 | Christos Kapralos                  | pictor și sculptor                          | Grecia                |
| 1988 | György Györffy                     | istoric                                     | Ungaria               |
| 1988 | Donka Petkanova                    | literată și folcloristă                     | Bulgaria              |
| 1988 | Mieczyslaw Porebski                | istoric de artă                             | Polonia               |
| 1988 | Edvard Ravnikar                    | arhitect și urbanist                        | Iugoslavia            |
| 1989 | Maria Banuș                        | poetă și traducătoare                       | România               |
| 1989 | Birkás Ákos                        | pictor                                      | Ungaria               |
| 1989 | Jerzy Buszkiewicz                  | arhitect și urbanist                        | Polonia               |
| 1989 | Václav Frolec                      | folclorist                                  | Cehoslovacia          |
| 1989 | Nikolai Gentschew                  | istoric                                     | Bulgaria              |
| 1989 | Petar Milijkovic-Pepek             | conservator de monumente și istoric de artă | Iugoslavia            |
| 1989 | Nikos Gabriel Pentzikis            | scriitor și pictor                          | Grecia                |
| 1990 | Liviu Călin                        | filolog                                     | România               |
| 1990 | Bronislaw Geremek                  | istoric                                     | Polonia               |
| 1990 | Aris Konstantinidis                | arhitect                                    | Grecia                |
| 1990 | Dejan Medaković                    | istoric de artă                             | Iugoslavia            |
| 1990 | Virginia Paskaleva                 | istoric                                     | Bulgaria              |
| 1990 | Adriena Šimotová                   | pictoriță                                   | Cehoslovacia          |
| 1990 | András Vizkelety                   | germanist                                   | Ungaria               |
| 1991 | Marin Sorescu                      | scriitor și poet                            | România               |
| 1991 | Maja Bošković-Stulli               | folcloristă                                 | Croația               |
| 1991 | Gerard Labuda                      | istoric                                     | Polonia               |
| 1991 | Pigler Andor                       | istoric de artă                             | Ungaria               |
| 1991 | Yorgo Sicilianos                   | compozitor                                  | Grecia                |
| 1991 | Emil Skála                         | germanist și lingvist                       | Cehoslovacia          |
| 1991 | Stoimen Stoilov                    | artist plastic                              | Bulgaria              |
| 1992 | Ion Nicodim                        | pictor și grafician                         | România               |
| 1992 | Manolis Andronikos                 | arheolog                                    | Grecia                |
| 1992 | Jenő Barabás                       | folclorist                                  | Ungaria               |
| 1992 | Blaga Dimitrova                    | poetă                                       | Bulgaria              |
| 1992 | Stefan Kaszynski                   | germanist                                   | Polonia               |
| 1992 | Jiri Koralka                       | istoric                                     | Cehoslovacia          |
| 1992 | Zmaga Kumer                        | muzicolog                                   | Slovenia              |
| 1993 | Răzvan Teodorescu                  | istoric de artă                             | România               |
| 1993 | Vasilka Todorova Gerasimova-Tomova | epigrafistă                                 | Bulgaria              |
| 1993 | Petro Kononenko                    | literat                                     | Ucraina               |
| 1993 | György Kurtág                      | compozitor                                  | Ungaria               |
| 1993 | Jerzy Tchórzewski                  | pictor                                      | Polonia               |
| 1993 | Elena Várossová                    | filozoafă                                   | Slovacia              |
| 1993 | Māra Zālīte                        | poetă                                       | Letonia               |
| 1993 | Dionysis A.Zivas                   | arhitect                                    | Grecia                |
| 1993 | Viktor Žmegač                      | germanist                                   | Croația               |
| 1994 | Ștefan Niculescu                   | compozitor                                  | România               |
| 1994 | István Borzsák                     | filolog clasic                              | Ungaria               |
| 1994 | Dževad Juzbašić                    | istoric                                     | Bosnia și Herțegovina |
| 1994 | Andrzej Szczypiorski               | scriitor                                    | Polonia               |
| 1994 | Jitka and Květa Válová             | pictorițe                                   | Cehia                 |
| 1994 | Takis Varvitsiotis                 | poet                                        | Grecia                |
| 1994 | Zigmas Zinkevičius                 | lingvist                                    | Lituania              |
| 1995 | Sándor Kányádi                     | poet                                        | Ungaria               |
| 1995 | Mirko Kovač                        | scriitor                                    | Croația               |
| 1995 | Milco D. Lalkov                    | istoric                                     | Bulgaria              |
| 1995 | Michael G. Meraklis                | folclorist                                  | Grecia                |
| 1995 | Mindaugas Navakas                  | sculptor                                    | Lituania              |
| 1995 | Wislawa Szymborska                 | poetă                                       | Polonia               |
| 1995 | Jaan Undusk                        | literat și scriitor                         | Estonia               |
| 1996 | Marin Mincu                        | poet și literat                             | România               |
| 1996 | Tamás Hofer                        | etnograf                                    | Ungaria               |
| 1996 | Karel Hubáček                      | arhitect                                    | Cehia                 |
| 1996 | Konstantin Iliev                   | dramaturg                                   | Bulgaria              |
| 1996 | Jože Pogacnik                      | lingvist și critic literar                  | Slovenia              |
| 1996 | Pēteris Vasks                      | compozitor                                  | Letonia               |
| 1996 | Marian Zgórniak                    | istoric                                     | Polonia               |
| 1997 | Tasos Athanasiadis                 | scriitor                                    | Grecia                |
| 1997 | Bogdan Bogdanović                  | arhitect                                    | Serbia                |
| 1997 | Oskár Elschek                      | muzicolog                                   | Slovacia              |
| 1997 | Ferenc Glatz                       | istoric                                     | Ungaria               |
| 1997 | Lech Kalinowski                    | istoric de artă                             | Polonia               |
| 1997 | Jaan Kross                         | scriitor                                    | Estonia               |
| 1997 | Dunja Rihtman-Augustin             | folcloristă                                 | Croația               |
| 1998 | Andrei Corbea Hoișie               | germanist                                   | România               |
| 1998 | Imre Bak                           | pictor                                      | Ungaria               |
| 1998 | Eliška Fuciková                    | istoric de artă                             | Cehia                 |
| 1998 | Ismail Kadaré                      | scriitor                                    | Albania               |
| 1998 | Justinas Marcinkevičius            | poet                                        | Lituania              |
| 1998 | Dorota Simonides                   | folcloristă                                 | Polonia               |
| 1998 | Elena Tonceva                      | muzicolog                                   | Bulgaria              |
| 1999 | Mircea Dinescu                     | scriitor și poet                            | România               |
| 1999 | Svetlana Alexievici                | jurnalistă și scriitoare                    | Belarus               |
| 1999 | Vera Bitrakova Grozdanova          | arheolog și istoric de artă                 | Macedonia de Nord     |
| 1999 | István Fried                       | literat                                     | Ungaria               |
| 1999 | Henryk Mikołaj Górecki             | compozitor                                  | Polonia               |
| 1999 | Dževad Karahasan                   | scriitor                                    | Bosnia și Herțegovina |
| 1999 | Ferdinand Milucký                  | arhitect                                    | Slovacia              |
| 2000 | Ján Bakoš                          | istoric de artă                             | Slovacia              |
| 2000 | Ivan Colovic                       | etnolog                                     | Serbia                |
| 2000 | Nikola Georgiev                    | savant literar                              | Bulgaria              |
| 2000 | Imre Kertész                       | scriitor                                    | Ungaria               |
| 2000 | Milan Kundera                      | scriitor                                    | Cehia                 |
| 2000 | Karolos Mitsakis                   | savant literar                              | Grecia                |
| 2000 | Arvo Pärt                          | compozitor                                  | Estonia               |
| 2001 | Iuri Andruhovîci                   | scriitor                                    | Ucraina               |
| 2001 | Janez Bernik                       | pictor                                      | Slovenia              |
| 2001 | János Böhönyey                     | arhitect                                    | Ungaria               |
| 2001 | Maria Klanska                      | germanistă                                  | Polonia               |
| 2001 | Marek Kopelent                     | compozitor                                  | Cehia                 |
| 2001 | Andrej Mitrović                    | istoric                                     | Serbia                |
| 2001 | Evanghelos Moutsopoulos            | filozof                                     | Grecia                |
| 2002 | Aurel Stroe                        | compozitor                                  | România               |
| 2002 | Māris Čaklais                      | poet                                        | Letonia               |
| 2002 | Peter Esterhazy                    | scriitor                                    | Ungaria               |
| 2002 | Radost Todorova Ivanova            | etnolog                                     | Bulgaria              |
| 2002 | Nedjeljko Fabrio                   | scriitor                                    | Croația               |
| 2002 | George Demetrius Babiniotis        | lingvist                                    | Grecia                |
| 2002 | Lech Trzeciakowski                 | istoric                                     | Polonia               |
| 2003 | Ana Maria Zahariade                | arhitect                                    | România               |
| 2003 | Vasil Gyuzelev                     | istoric                                     | Bulgaria              |
| 2003 | Drago Jančar                       | dramaturg                                   | Slovenia              |
| 2003 | Károly Manherz                     | lingvist și germanist                       | Ungaria               |
| 2003 | Stanislaw Mossakowski              | istoric de artă                             | Polonia               |
| 2003 | Aleś Razanau                       | poet și traducător                          | Belarus               |
| 2003 | Ludvík Václavek                    | literat                                     | Cehia                 |
| 2004 | Theodore Antoniou                  | compozitor                                  | Grecia                |
| 2004 | Michał Głowiński                   | literat                                     | Polonia               |
| 2004 | Dušan Kováč                        | istoric                                     | Slovacia              |
| 2004 | Fatos Lubonja                      | publicist și autor                          | Albania               |
| 2004 | Éva Pócs                           | antropolog și folclorist                    | Ungaria               |
| 2004 | Kazimir Popkonstantinov            | arheolog                                    | Bulgaria              |
| 2004 | Romualdas Požerskis                | fotograf                                    | Lituania              |
| 2005 | Andrei Marga                       | filozof                                     | România               |
| 2005 | Károly Klimó                       | pictor                                      | Ungaria               |
| 2005 | Hanna Krall                        | jurnalistă                                  | Polonia               |
| 2005 | Primož Kuret                       | muzicolog                                   | Slovenia              |
| 2005 | Jiri Kuthan                        | istoric de artă                             | Cehia                 |
| 2005 | Eimuntas Nekrošius                 | regizor                                     | Lituania              |
| 2005 | Krešimir Nemec                     | literat                                     | Croația               |
| 2006 | Włodzimierz Borodziej              | istoric                                     | Polonia               |
| 2006 | Nicos Hadjinicolaou                | arheolog și istoric de artă                 | Grecia                |
| 2006 | Gabriela Kiliánová                 | cercetător în științe sociale               | Slovacia              |
| 2006 | Ene Mihkelson                      | scriitoare și poetă                         | Estonia               |
| 2006 | Vojteh Ravnikar                    | arhitect                                    | Slovenia              |